# Wilhelm Marhold
Wilhelm Marhold (* 14. August 1953 in Wien) ist ein österreichischer Gynäkologe und Krankenhausmanager. Er war von 2005 bis 2014 Generaldirektor des Wiener Krankenanstaltenverbundes.

## Karriere
Marhold promovierte 1981 zum Doktor der gesamten Heilkunde an der Universität Wien. Nach vierjähriger Assistenzzeit am Institut für Anatomie in Wien begann Wilhelm Marhold seine Turnusausbildung im Krankenhaus Lainz, wo er später auch die Facharztausbildung für Frauenheilkunde unter der Leitung von Sepp Leodolter begann und 1988 abschloss. Unter Marhold wurde in Lainz erstmals eine geburtshilfliche-gynäkologische Ultraschallambulanz aufgebaut. Von 1984 bis 1988 war Marhold Leiter der Abteilung für Risikoschwangerschaften. Von 1987 bis 1993 wirkte er als Universitätslektor an der 1. Universitäts-Frauenklinik der Medizinischen Fakultät der Universität Wien.
1999 schloss Marhold das Diplomstudium zum Krankenhausmanager an der Wirtschaftsuniversität Wien mit Auszeichnung ab.
Während seiner Amtszeit als Präsidialreferent der Ärztekammer für Wien (1994–1998) wurde Marhold zum Ärztlichen Direktor der Krankenanstalt Rudolfstiftung in Wien bestellt (1997).
Nachdem er Mitte Dezember 2004 zum Chef der Teilunternehmung Krankenanstalten ernannt worden war, war Marhold vom 1. März 2005 bis zum 31. Mai 2014 Generaldirektor des Wiener Krankenanstaltenverbundes.
Während seiner Amtszeit wurden von ihm die maßgeblichen Entscheidungen zur Planung und Errichtung des Krankenhauses Nord in Wien getroffen.
1989 veröffentlichte Marhold zusammen mit Sepp Leodolter das Lehrbuch Perinatale Ultraschalldiagnostik.